# All the Stories
All the Stories – digipack Anity Lipnickiej i Johna Portera zawierający poprzednie płyty duetu: Nieprzyzwoite piosenki, Inside Story, Other Stories oraz DVD. Digipack został wydany przez EMI Music Polska w 2006 roku.

## Lista utworów
CD 1
1. "Bones of Love"
2. "Beggar's Song"
3. "Heaven Knows Why"
4. "Then and Now"
5. "Rose"
6. "Everything Flows"
7. "Learning (How to Fall)"
8. "Cry"
9. "Way Back to Love"
10. "Cruel Magic"
11. "Nobody Else"
12. "Knock, Knock"
13. "Strange Bird"
14. "Sweet Jesus"

CD 2
1. "Black Hand"
2. "Death of a Love"
3. "Such a Shame"
4. "You Never Know"
5. "Hold On"
6. "Tell Me, Tell Me"
7. "It Hearts"
8. "Monday"
9. "Missing"
10. "Waiting for a Thief"
11. "One More Step"

CD 3
1. "Chelsea Hotel #2"
2. "Such a Shame"
3. "For You" (live)
4. "Flame" (live)
5. "Love Song" (live)
6. "Bones of Love" (live)

DVD
1. "Bones of Love" (video)
2. "Hold On" (video)
3. "Death of a Love" (video)
4. "Such a Shame" (video)
5. Film z kulis koncertu
6. Krótki film z Ljubjany, gdzie był nagrywany materiał do płyty Inside Story[2]